# HX-229
HX-229 was een geallieerd scheepskonvooi tijdens de Tweede Wereldoorlog. Het konvooi bestond uit 37 vrachtschepen van verscheidene nationaliteiten. Het grote en snelle konvooi HX-229 vertrok vanuit Halifax, Nova Scotia, Canada - New York naar Groot-Brittannië over de Noord-Atlantische Oceaan. Tussen 16 maart en 19 maart 1943 werd het konvooi door Duitse U-boten aangevallen, bestaande uit drie "Wolfpack"-groepen, de "Gruppe Raubgraf" met 10 U-boten, "Gruppe Dränger" met 11 U-boten en "Gruppe Stürmer" met 18 U-boten. Verder waren er nog 4 U-boten die niet ingedeeld waren bij deze groepen maar die wel deelnamen aan de konvooislag. In totaal werd konvooi HX-229 en later, met het ingehaalde en tragere konvooi SC-122, samen aangevallen door 41 Duitse onderzeeërs.

## Geschiedenis
Konvooi HX-229 werd voor het eerst waargenomen op 16 maart 1943 door de U 336. Het konvooi-escorte werd door Groep B-4 met CDR. E. C. Day geleid op die dag door de Royal Navy, onder leiding van LCDR. G.J. Luther RN, commandant van HMS Highlander. Verder werd konvooi HX-229 begeleid door de torpedojagers HMS Beverly, HMS Mansfield, HMS Volenteer, de korvetten HMS Anemone en HMS Pennywort. Het korvet HMS Havant sloot zich aan op 18 maart en HMS Abelia, die zich aansloot op 19 maart. De Amerikaanse torpedojager USS Babbitt (DD-128) sloot zich eveneens bij het konvooi aan op 19 maart.

## De slag
Tijdens de winter van 1942-43, werd het centrale deel van de konvooiroute van het Noord-Atlantische Oceaangedeelte vanaf Canada tot aan Engeland, bekend als de "Air Gap", omdat er voorbij deze zone geen bereikbaarheid was voor de meeste patrouillevliegtuigen, die hun bases aan land hadden. De U-boten werden in slaglinie geplaatst tot dertig kilometers afstand in lange noord-zuid-loodlijnen aan de konvooiroutes. Om het even welk konvooi dat een van deze groepslijnen kruiste, zou theoretisch waargenomen worden door minstens één U-boot die het konvooi zou doormelden en volgen om anderen erheen te leiden, tot er genoeg aanwezige U-Boten waren om een aanval van het "Wolfpack" te lanceren op de geallieerde schepen.
Midden maart werd "Gruppe Raubgraf" (roofgraaf) geplaatst in de slaglinie, op de westelijke rand van het "luchtgat", en de Gruppen "Stürmer" (waaghals) en "Dränger" (plunderaar) vormde een lange lijn door het centrum van de "air gap". Het langzame konvooi SC-122 ging een dag eerder naar het oosten door het gebied van "Gruppe Raubgraf", alvorens die een onderscheppingslijn had gevormd; en naar het oosten voer het snellere konvooi HX-229, achter konvooi SC-122 op dezelfde koers, en glipte zodoende door de Duitse U-bootlinie tijdens een onweer.

### 16 maart
De U 653 had een bemanninglid vanuit de commandotoren verloren, die overboord werd geslagen tijdens een zware storm die op dit moment teisterde. Met een laag brandstofrendement, machines die niet goed functioneerden en met één enkele gebrekkige torpedo, werd de U 653 gedetacheerd van "Gruppe Raubgraf" om naar Frankrijk terug te keren. De huiswaarts kerende U 653 ontdekte het konvooi HX-229 per toeval omstreeks 03:30 op 16 maart en seinde dit onmiddellijk door.
Het waarnemen van een naar het oosten varend konvooi bij dageraad, dicht bij de westelijke rand van het "luchtgat", bood uitstekende perspectieven om verzamelen te blazen van een grote "Wolfpack"-bende voor een aanval op de avond van 16 maart, en de rest van "Gruppe Raubgraf" werd bevolen om het konvooi in te halen. Gruppen "Stürmer" en "Dränger" werd toen bevolen om bij konvooi HX-229 samen te komen. Zeven U-Boten van "Gruppe Raubgraf" en 2 U-boten, o.a. de U 119, die daar in de buurt werd bijgetankt bij een "melkoe"-U-boot, de U 463, vonden konvooi HX-229 in de loop van de dag en vielen pas tegen het vallen van de duisternis aan. Acht schepen werden getorpedeerd vóór de ochtend.
Ondertussen vond de U 338 van "Gruppe Stürmer", konvooi SC-122 kort na middernacht, 120 zeemijlen vóór HX-229. De U 338 lanceerde een torpedosalvo op vier schepen van konvooi SC-122. Admiraal Dönitz gaf opdracht aan sommige U-boten van Gruppen "Stürmer" en "Dränger" tegen konvooi SC-122 op te treden, eerder dan tegen konvooi HX-229, zodra hij realiseerde dat er twee konvooien in de buurt waren. De Duitsers registreerden en verwezen de twee nabijgelegen konvooien als één enkele grote konvooislag -- Geleitzug Nummer 19.

### 17 maart
De B-24 Liberators (VLR) patrouillebommenwerpers met zeer groot vliegbereik van het R.A.F. 86e Eskader van Aldergrove, Noord-Ierland, en Eskader 120 van Reykjavik, IJsland, maakten hun eerste efficiënte patrouilles in de "air gap" op 17 maart en schaduwden de U-Boten, zo dicht bij de beide konvooien dat de Duitsers verrast werden. De U-boten torpedeerden meer dan twee schepen van HX-229 en drie van SC-122, ondanks het tussenbeide komen van de B-24 Liberator-bommenwerpers.

### 18 maart
De B-24 Liberators bereikten opnieuw konvooi SC-122 op 18 maart, maar konden konvooi HX-229 op slechts 70 zeemijl afstand niet terugvinden. De U-boten torpedeerden meer dan twee schepen van HX-229 en een andere van SC-122. Een vrachtschip van konvooi HX- 229, de Mathew Luckenbach, werd bij het voortdurende verlies van schepen, gealarmeerd om op eigen houtje weg te stomen uit het konvooi, zonder machtiging om rechtstreeks naar Engeland terug te keren. Ze werd echter toch nog getroffen en zonk na een tijdje rondgedreven te hebben door een torpedo-genadeslag. Een ander vrachtschip, Clarissa Radcliffe, van konvooi SC-122, die tijdens een onweer op 9 maart was achtergebleven, werd nooit meer weer gezien en werd verondersteld dat ze onafhankelijk weggestoomd was en door de U 663 vernietigd werd op 18 maart.

### 19 maart
De extra escorteschepen en het stijgend aantal patrouillebommenwerpers bereikten de beide, ineengelopen konvooien op 19 maart. De U 384 was zelf tot zinken gebracht door een bommenwerper, en de U-boten werden bevolen om die nacht de aanvallen te beëindigen. De Mathew Luckenbach was het enige schip dat op 19 maart werd getorpedeerd, maar aangezien zijn vlucht vanuit het konvooi HX-229, was de concentratie van U-boten meer gericht op konvooi SC-122. Een kotter bemerkte de pluim van de torpedo-explosie en redde daarna de bemanning van het Amerikaanse vrachtschip. Een voorstel om terug naar de Mathew Luckenbach te gaan om het nog drijvende schip mogelijk nog te bergen, werd niet doorgevoerd. Het vrachtschip werd daarna nog tot zinken gebracht door de U 523.

## Getroffen schepen van konvooi HX-229
- 16 maart 1943: U 603 - Hans-Joachim Bertelsmann -  Noorwegen Elin K. - 5.214 ton
- 17 maart 1943: U 384 - Hans-Achim von Rosenberg-Gruszcynski (+) -  Verenigd Koninkrijk Coracero - 7.252 ton
- 17 maart 1943: U 435 - Siegfried Strelow -  Verenigde Staten William Eustis - 7.196 ton
- 17 maart 1943: U 600 - Bernhard Zurmühlen -  Verenigde Staten Irénée Du Pont (b.) - 6.125 ton
- 17 maart 1943: U-600 - Bernhard Zurmühlen -  Verenigd Koninkrijk Nariva (b.) - 8.714 ton
- 17 maart 1943: U-600 - Bernhard Zurmühlen -  Verenigd Koninkrijk Southern Princess - 12.156 ton
- 17 maart 1943: U 631 - Jürgen Krüger -  Nederland Terkoelei - 5.158 ton
- 17 maart 1943: U 758 - Helmut Manseck -  Verenigde Staten James Oglethorpe - 7.176 ton
- 17 maart 1943: U 758 - Helmut Manseck -  Nederland Zaanland - 6.813 ton
- 17 maart 1943: U 91 - Heinz Walkerling -  Verenigde Staten Harry Luckenbach - 6.366 ton
- 17 maart 1943: U 91 - Heinz Walkering -  Verenigde Staten Irénée Du Pont - 6.125 ton
- 17 maart 1943: U 91 - Heinz Walkerling -  Verenigd Koninkrijk Nariva - 8.714 ton
- 18 maart 1943: U 221 - Hans-Hartwig Trojer -  Verenigd Koninkrijk Canadian Star - 8.293 ton
- 18 maart 1943: U 221 - Hans-Hartwig Trojer -  Verenigde Staten Walter Q. Gresham - 7.191 ton
- 19 maart 1943: U 527 - Herbert Uhlig -  Verenigde Staten Mathew Luckenbach (b.) - 5.848 ton
- 19 maart 1943: U 523 - Werner Pietzsch -  Verenigde Staten Mathew Luckenbach - 5.848 ton

(b.) = Dit schip werd beschadigd tijdens de aanval

## "Gruppe Raubgraf" - U-bootgroepen
- U 84 - Kptlt. Horst Uphoff
- U 89 - Kptlt. Dietrich Lohmann
- U 91* - Kptlt. Heinz Walkerling
- U 435* - Kptlt. Siegfried Strelow
- U 600* - Kptlt. Bernhard Zurmühlen
- U 603* - Oblt. Hans-Joachim Bertelsmann
- U 615 - Kptlt. Ralph Kapitsky
- U 653 - Kptlt. Gerhard Feiler
- U 664 - Oblt. Adoph Graef
- U 758* - Kptlt. Helmut Manseck

## "Gruppe Dränger"
- U 86 - Kptlt. Walter Schug
- U 221* - Oblt. Hans-Hartwig Trojer
- U 333* - Oblt. Werner Schwaff
- U 336 - Kptlt. Hans Hunger
- U 373 - Kptlt. Paul-Karl Loeser
- U 406 - Kptlt. Horst Dietrichs
- U 440 - Kptlt. Hans Geissler
- U 441* - Kptlt. Klaus Hartmann
- U 590 - Kptlt. Heinrich Muller-Edzards
- U 608* - Kptlt. Rolf Struckmeier
- U 610 - Kptlt. Freiherr Walter von Freyberg-Eisenberg-Allmendingen

## "Gruppe Stürmer"
- U 134 - Oblt. Hans-Gunther Brosin
- U 190 - Kptlt. Max Wintermeyer
- U 229 - Oblt. Robert Schetelig
- U 305* - Kptlt. Rudolf Bahr
- U 338* - Kptlt. Manfred Kinzel
- U 384* - Oblt. Hans-Achim von Rosenberg-Gruszcynski (+)
- U 439 - Oblt. Helmut von Tippelskirch
- U 523* - Kptlt. Werner Pietzch
- U 526 - Kptlt. Hans Moglich
- U 527* - Kptlt. Herbert Uhlig
- U 530 - Kptlt. Kurt Lange
- U 598 - Kptlt. Gottfried Holtorf
- U 618 - Kptlt. Kurt Baberg
- U 631* - Oblt. Jurgen Kruger
- U 641 - Kptlt. Horst Randtel
- U 642 - Kptlt. Herbert Brunning
- U 665* - Oblt. Hans-Jurgen Haupt
- U 666* - Oblt. Herbert Engel

## Niet behorende bij deze groepen
- U 228* - Oblt. Erwin Christopherson
- U 230 - Kptlt. Paul Siegmann
- U 616* - Oblt. Siegfried Koitschka
- U 663* - Kptlt. Heinrich Schmid

(*) = U-boten die torpedo's lanceerden of met het dekkanon schoten